# Diamant noir de Bonis
Diamant noir, op. 186, est une œuvre de la compositrice Mel Bonis.

## Composition
Mel Bonis compose Diamant noir, aussi intitulé Valse lente. L'œuvre est signée au crayon du pseudonyme de Pierre Domange, puis signée définitivement Édouard Domange, avec la mention « édité chez Poulalion ». L'œuvre ne sera jamais publiée du vivant de la compositrice et l'est à titre posthume par Furore en 2014. Il existait une version pour orchestre qui a été perdue.

## Analyse
Le Diamant noir fait partie d'un ensemble d'œuvre que Mel Bonis a composé dans le style de la valse. Elle est proche des valses-caprices de Gabriel Fauré ou de La Plus que lente de Claude Debussy.

## Réception
La valse du Diamant noir dans sa version pour orchestre a été perdue par la SACEM sans jamais avoir été jouée.

## Discographie
- Le diamant noir, par Laurent Martin (piano), Ligia Digital, 2016

## Sources
- Étienne Jardin, Mel Bonis (1858-1937) : parcours d'une compositrice de la Belle Époque, 2020 (ISBN 978-2-330-13313-9 et 2-330-13313-8, OCLC 1153996478, lire en ligne)